# Interstate 5 ve Washingtonu

Mapa dálnice ve státě.

Úsek mezistátní dálnice Interstate 5 ve Washingtonu je 445,18 kilometru dlouhý, vedoucí mezi státními hranicemi s Oregonem a mezinárodní hranicí s Kanadou. Vede přes města Vancouver, Kelso, Chehalis, Centralia, Olympia, Tacoma, Seattle, Everett, Mount Vernon a Bellingham a je hlavní silnicí spojující oregonský Portland a kanadský Vancouver.
Společně se silnicemi U.S. Route 97 a U.S. Route 395 je jedinou silnicí, která křížuje Washington svisle po celé délce. Je také zároveň jedinou svislou hlavní mezistátní dálnicí ve státě. Dále je také nejvyužívanější ve státě s 240 tisíci cestovateli ročně. Druhá je washingtonská Interstate 405 s dvěma sty tisíci.

## Popis trasy

### Vancouver–Tumwater
Interstate 5 vjíždí do Washingtonu po Mezistátním mostu přes řeku Columbii mezi Portlandem a Vancouverem. Dále směřuje na sever a po cestě se křižuje s Washington State Route 14, 501 a 500 než v Salmon Creeku potkává mezistátní dálnici Interstate 205. Pak se stáčí mírně na severovýchod a stává se tříproudovou dálnicí, při čemž téměř kopíruje trasu staré U.S. Route 99. Po minutí vancouverské pobočky Washington State University se jihovýchodně od Ridgefieldu setkává s Washington State Route 502 a 501. Pak už pokračuje severně po břehu Columbie až do Woodlandu.

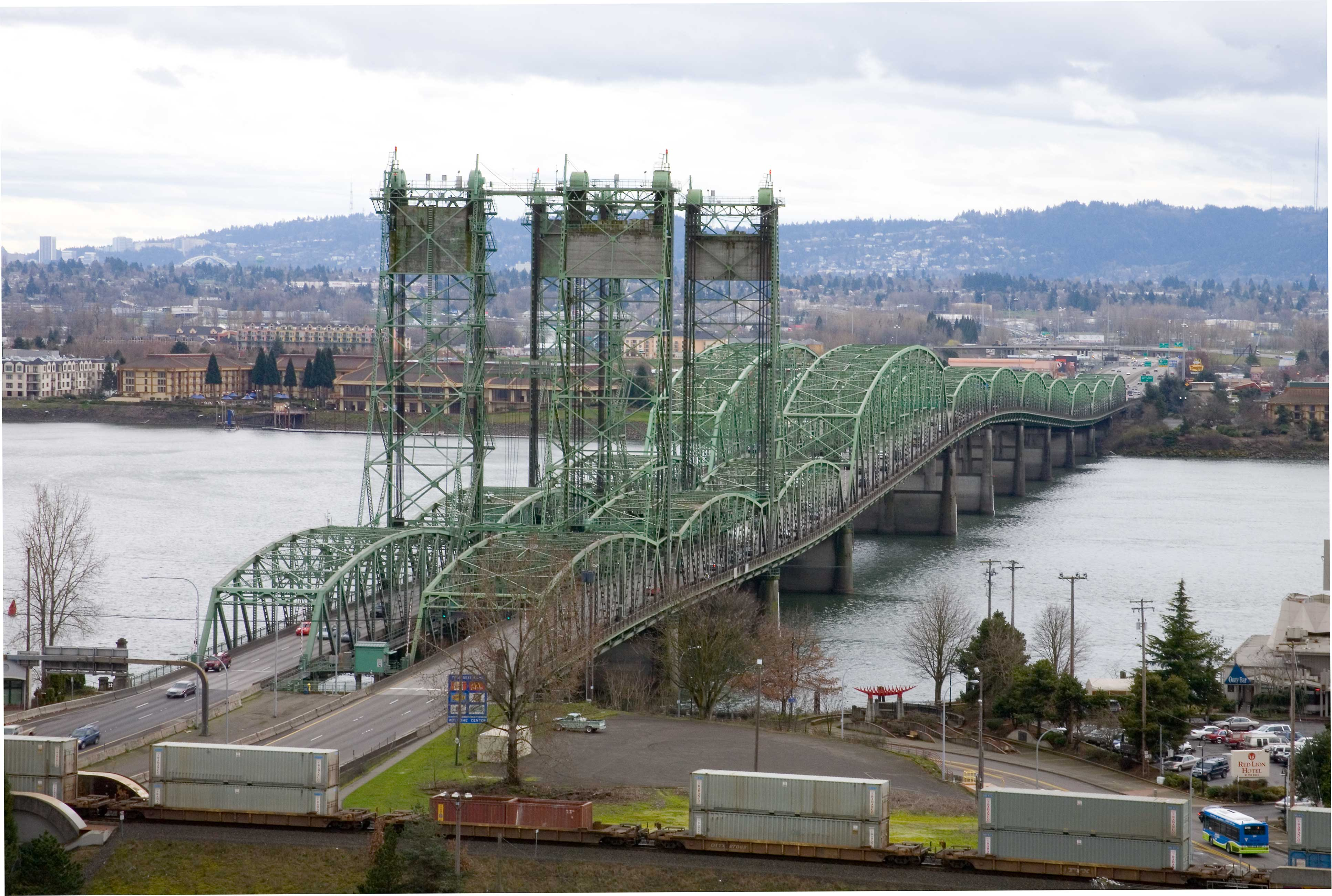
Mezistátní most spojující Portland a Vancouver.

Ve Woodlandu křižuje Washington State Route 503 po čemž zabočuje severozápadně k Longview a Kelsu. Na Longview Junction, východně od města křižuje Washington State Route 432 a pokračuje severně ke Kelsu. Tam se setkává s Washington State Route 4 a 431 a zatáčí severovýchodně ke Castle Rocku. V Castle Rocku křižuje Washington State Route 411 a 504, která ji spojuje s Mount St. Helens, jezerem Spirit Lake a městem Paradise. Dále na sever následuje město Napavine, kde leží křižovatky s Washington State Route 506, 505 a 508, poté se stává souběžnou s U.S. Route 12. Po křižovatce s pět set osmičkou pokračují tyto dvě silnice do Chehalisu, kde leží křižovatka s Washington State Route 6.
Po opuštění Chehalisu se dálnice dostávají do Centralie a potkávají Washington State Route 507 než se na severu města od sebe odtrhávají. Při pokračování k hlavnímu městu Washingtonu, Olympii křižuje Washington State Route 121, která ji spojí se státním parkem Millersylvania a vrací se zpět. Když vstupuje do města Tumwater, tak míjí letiště Olympia Regional Airport a pokračuje k severnímu konci U.S. Route 101.

### Tumwater–Tukwila
Po opuštění křižovatky se dálnice natáčí východním směrem a tvoří jižní hranici Olympie. Mezitím překračuje Kapitolské jezero a křižuje se s Capitol Way, ulicí, která ji spojuje s washingtonským kapitolem. Pak pokračuje severovýchodně k Lacey, na jehož východním okraji křižuje Washington State Route 510. Po průjezdu indiánskou osadou Nisqually vjíždí do DuPontu, kde projíždí přes pevnost, nyní vojenskou základnu Fort Lewis. Po průjezdu další vojenskou základnou, Campem Murray, který leží na břehu Amerického jezera, projíždí také přes plánovaný západní konec Washington State Route 704, kolem McChordovy letecké základny až do Lakewoodu.

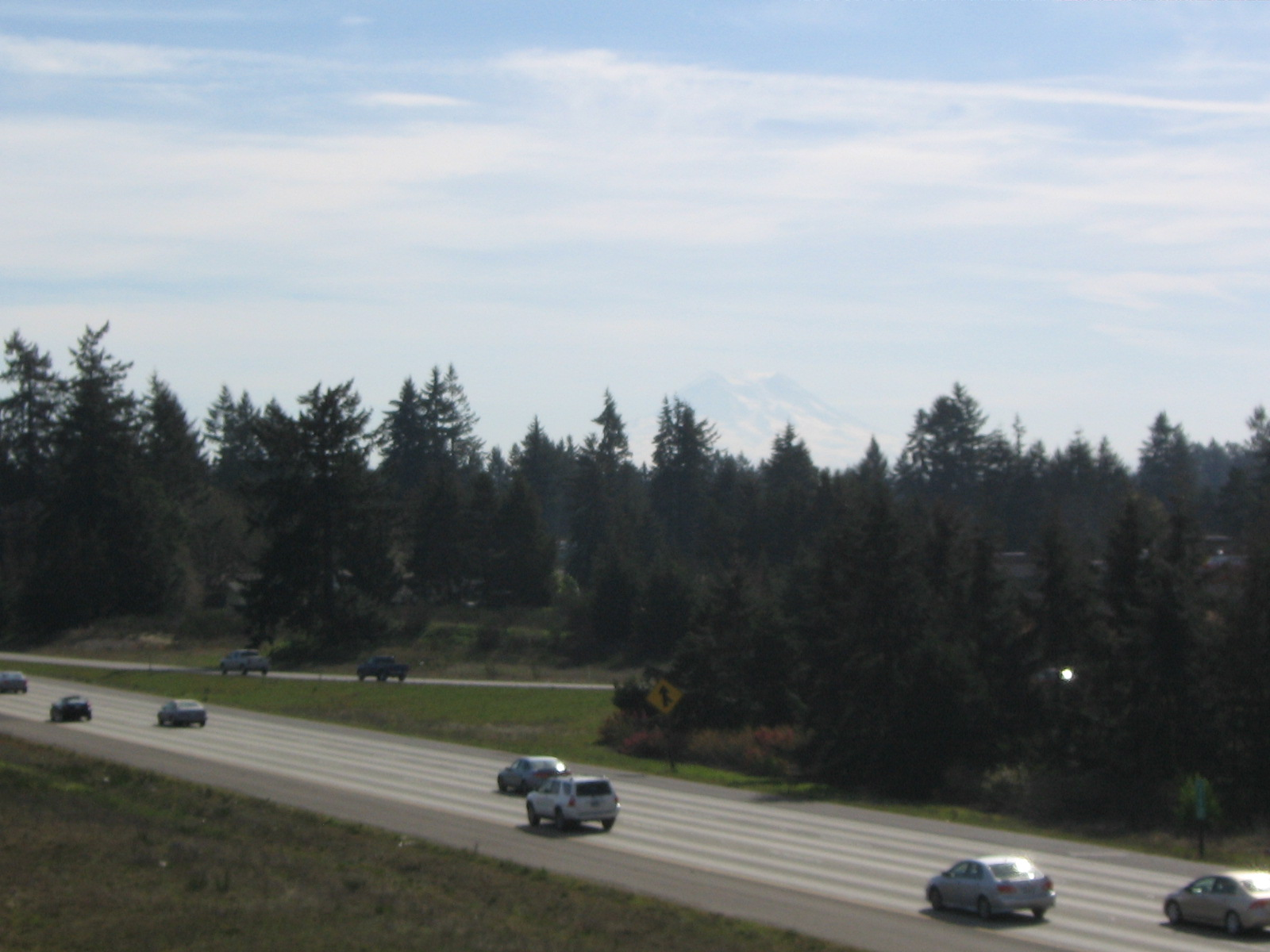
Dálnice nedaleko Lacey, v pozadí je možno zahlédnout Mount Rainier.

V Lakewoodu se setkává s Washington State Route 512 a pokračuje do Tacomy, kde projíždí kolem obchodního centra Tacoma Mall, stadionu Tacoma Dome a křížuje významné dálnice Interstate 705, Washington State Route 16, 7 a Washington State Route 167, než se otáčí východně k městu Fife. Tam křižuje jižní konec Washington State Route 99 a pokračuje do Federal Way. Tam přejíždí západní konec Washington State Route 18, která byla po rekonstrukci na standardy mezistátních dálnic navržena na přejmenování na Interstate 605.
Po křižovatce s Washington State Route 516 v Kentu projíždí kolem Úhlového jezera, které je v SeaTacu a má tvar písmene L, obchodního centra Westfield Southcenter v Tukwile a letiště Seattle-Tacoma International Airport. Pak ještě potkává Interstate 405, která slouží jako objezd Seattlu a Washington State Route 518, která ji spojuje právě s největším letištěm ve státě.

### Tukwila-Mountlake Terrace
Od křižovatky s těmito dvěma silnicemi se vydává severně a potkává Washington State Route 900 a 599, která ji spojuje s Washington State Route 99. Při vjezdu do Seattlu míjí letiště Boeing Field a most West Seattle Bridge než dorazí k obrovské křižovatce s Interstate 90. Po křižovatce vstupuje do centra Seattlu.

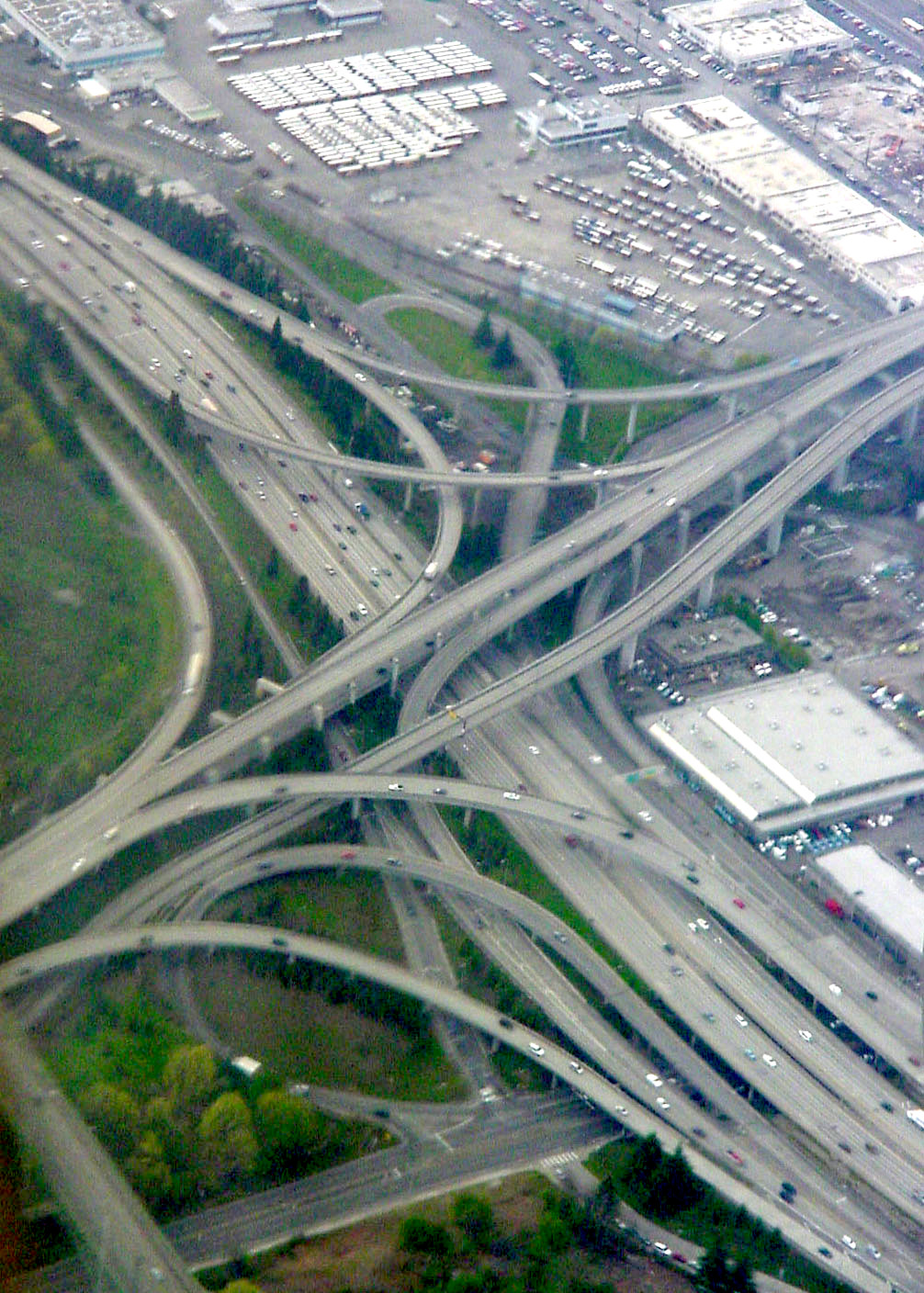
Křižovatka Interstate 5 a Interstate 90 jižně od centra Seattlu.

V centru Seattlu se z ní stává tunel, který pokračuje pod Washingtonské konferenční centrum a Dálniční park. Při výjezdu z tunelu projíždí přes park I-5 Colonnade a pak křižuje Washington State Route 520, která ji spojuje s Bellevue přes Evergreen Point Floating Bridge, nejdelší plovoucí most na světě. Dále pokračuje po mostu Ship Canal Bridge, který ji přenáší přes Washingtonův kanál, který spojuje Washingtonovo jezero s Pacifikem. Poté dálnice projíždí kolem Washingtonské univerzity a vjíždí do čtvrti Northgate.
Po vniknutí do Northgatu následuje křižovatka s Washington State Route 522 a krátce poté, u obchodního centra Northgate Mall, se opět spojuje se svými expresními pruhy. Po minutí centra pokračuje do města Shoreline, kde se setkává s Washington State Route 523 a 104, než vjíždí do Mountlake Terrace.

#### Expresní pruhy v Seattlu

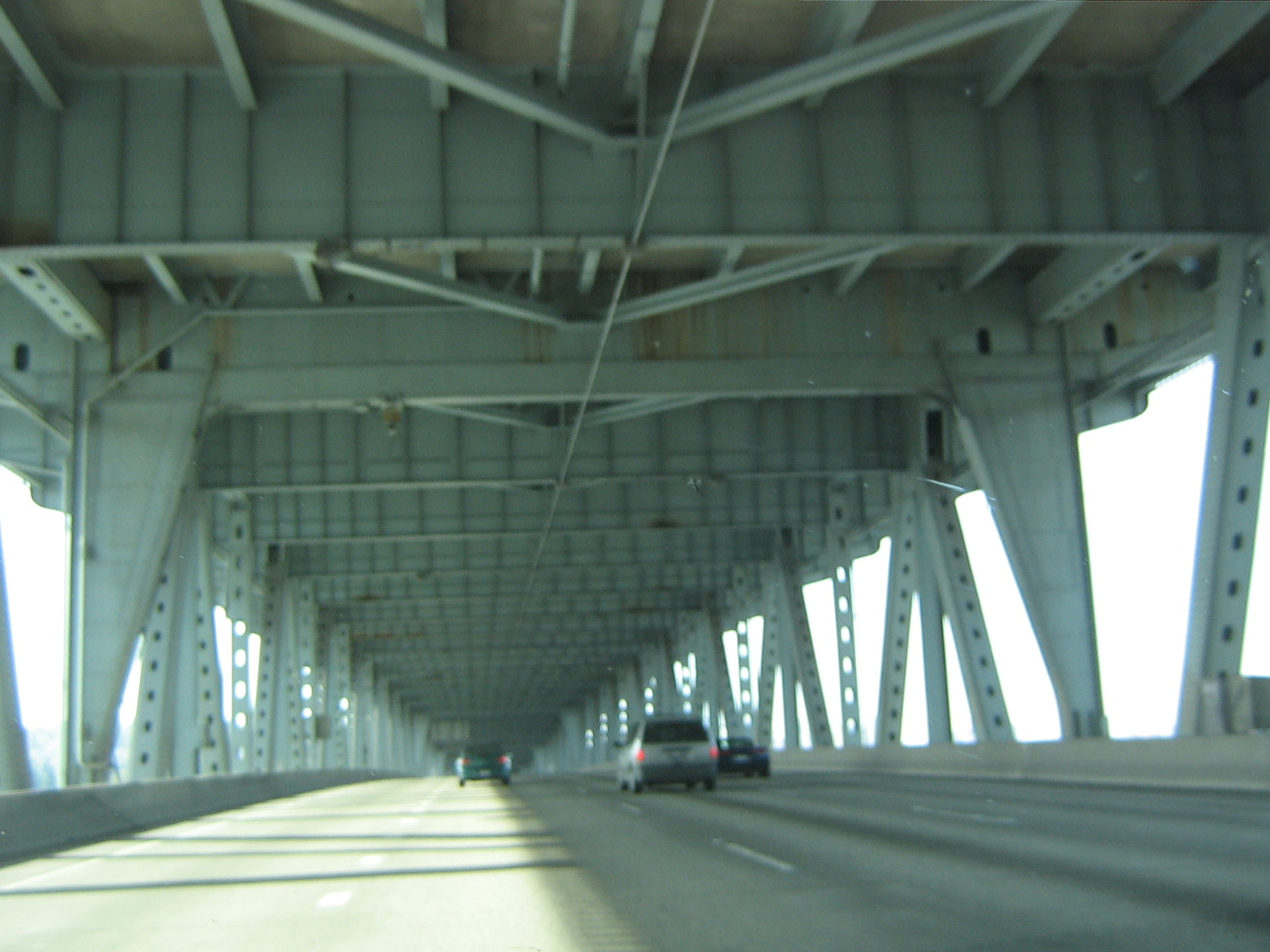
Expresní pruhy na mostě Ship Canal Bridge.

V Seattlu se nachází celkem 11,49 km reverzibilních expresních jízdních pruhů. Začínají v tunelu, který vede pod centrem města a jsou pod částí dálnice, která vede na sever. Například na mostu Ship Canal Bridge jsou na nižším patře, přesně pod dálnicí I-5. Po mostě se pomalu vrací ke své mateřské cestě, k Interstate 5 se připojují u obchodního centra Northgate Mall. Zavřeny jsou mezi jedenáctou hodinou večerní a pátou hodinou ranní, o víkendu až do sedmé hodiny ranní, kvůli stížnostem na přílišný hluk od obyvatel okolí mostu Ship Canal Bridge. Studie Washingtonského ministerstva dopravy ukázala, že uzavření expresních pruhů sníží hluk v oblasti až o deset decibelů.

### Mountlake Terrace–Mount Vernon
Poté, co tedy dálnice vstoupí do Mountlake Terrace a do okresu Snohomish. Po křižovatce se sto čtyřkou projíždí v blízkosti jezera Ballinger a než se dostává k lynnwoodskému obchodnímu centru Alderwood Mall, potkává také Washington State Route 524. Hned vedle centra je velká křižovatka s Washington State Route 525 a Interstate 405. Po křižovatce projíždí městem Martha Lake, křižuje Washington State Route 96 a projžídí kolem Stříbrného jezera, než dorazí k další velké křižovatce, s Washington State Route 99, 526 a 527 vedle everettského obchodního centra Everett Mall. Pět set dvacet šestka spojuje dálnici s továrnou společnosti Boenig a pět set dvacet sedmička spojuje Everett s Bothellem. V Everettu ještě přicházejí křižovatky s Washington State Route 529 a U.S. Route 2.
Po opuštění Everettu dálnice překračuje řeku Snohomish a vydává se severně ke křižovatce s Washington State Route 529. Po křižovatce pokračuje do Marysvillu, kde se setkává s Washington State Route 528. Po Marysvillu vjíždí do indiánské rezervace Tulalip, kde projíždí kolem tamějšího casina a obchodních center Quil Ceda Village a Lakewood Crossing Mall. Dále se dostává do města Smokey Point, nedaleko kterého křižuje Washington State Route 530, která ji spojuje s Arlingtonem, Darringtonem a Rockportem.
Další cesta dálnice vede přes řeku Stillaguamish, projíždí kolem města Silvana a křižuje Washington State Route 532, která ji spojuje se Stanwoodem a Camano Islandem. Poté, co se dálnice nakrucuje severozápadně, vstupuje do okresu Skagit, kde v Conway potkává Washington State Route 534, která obsluhuje Big Lake. Dálnice pokračuje severně do Mount Vernonu, kde křižuje Washington State Route 536, která je zkratkou k Washington State Route 20, která vede do Anacortes.

### Mount Vernon–Blaine
Ještě v centru Mount Vernonu přichází křižovatka s Washington State Route 538, která ji spojuje s vysokou školou Skagit Valley College a s městem Clear Lake. Po křižovatce přichází most přes řeku Skagit, který ji zavádí do Burlingtonu. Po projetí kolem obchodního centra Cascade Mall následuje důležitá křižovatka s Washington State Route 20, která spojuje pětku s Anacortes a Whidbeyho ostrovem na západě a s Okanoganem, Omakem a Newportem na východě. Na severu města je ještě křižovatka s Washington State Route 11, která vede do Bellinghamu a Edisonu.

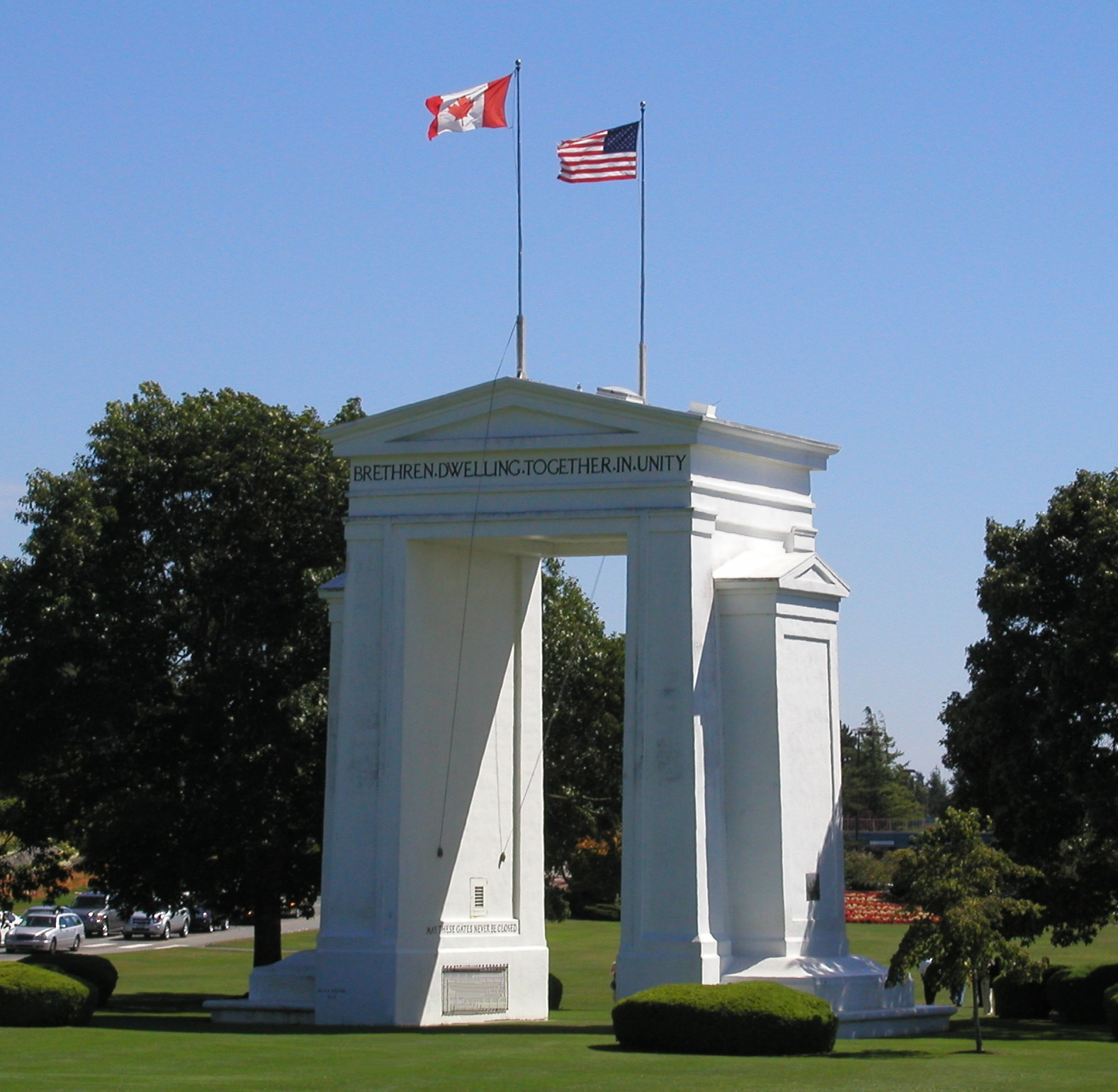
Mírový oblouk, památník věčného míru mezi USA a Kanadou na hraničním přechodu v Blaine.

Po křižovatce se pětka natáčí severozápadně a po překonání Algeru cestuje po břehu Samishského jezera, před kterým vjíždí do okresu Whatcom. Při průjezdu Bellinghamem křižuje Washington State Route 542, vedoucí k Mount Baker, a Washington State Route 539, která vede přes Lynden do Britské Kolumbie. Dálnice pak projíždí kolem letiště Bellingham International Airport a přes město Ferndale, než dorazí ke křižovatce s Washington State Route 548, která ji spojuje s Blainem. V Blainu se dálnice křižuje s Washington State Route 543, která vede k hraničnímu přechodu pro trucky. Než dorazí ke kanadským hranicím, tak se ještě jednou setká s pět set třiačtyřicítkou a pak už vjíždí do státního parku Peace Arch, ve kterém leží hraniční přechod. V Kanadě pokračuje dál jako British Columbia Highway 99.

## Historie
Jako jedna z prvních dálnic ve státě byla v roce 1913 vyznačena jako Pacifická dálnice mezi Vancouverem a Blainem. Státní ředitelství dálnic vybralo cestu, která by spojovala všechna důležitá města na západě, což jsou Vancouver, Olympia, Tacoma, Seattle, Everett a Bellingham. V roce 1923, kdy proběhla rozsáhlá rekonstrukce, převzala jméno State Road 1 a v roce 1926 se stala částí dnes již zaniklé U.S. Route 99.
V roce 1956 schválil prezident Spojených států Dwight D. Eisenhower reformu o přidání systému mezistátních dálnic. V roce 1968 se tak U.S. Route 99 kompletně vymazala ze systému amerických silnic a o rok později byla nahrazena již dostavěnou Interstate 5. Momentálně na dálnici probíhají rekonstrukce, některé již byly nedávno dokončeny.

### Kelso–Centralia

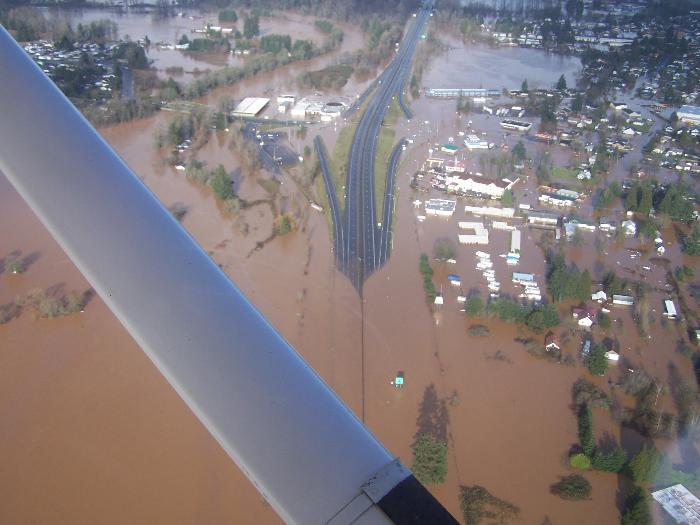
Záplavy v Chehalisu uzavřely několik kilometrů dálnice na čtyři dny.

V posledních dvou desetiletích byly části dálnice mezi městy Kelso a Centralia pravidelně poničeny povodněmi, které byly výsledkem zdejších četných bouří. Záplavy v letech 1990, 1996, 2007 a 2009 vyvolaly pokaždé dočasné uzavření dálnice. Podle vojenských techniků za povodně může vymýcení lesů v oblasti, úpravy řek a zničení přirozeného systému povodňové kontroly v řece Chehalis.
Povodně na začátku prosince 2007 uzavřely dvaatřiceti-kilometrový úsek dálnice na čtyři dny a washingtonské ministerstvo dopravy doporučilo objížďku mezi Portlandem a Seattlem, která přidala 430 km do 270 kilometrové cesty.
Povodně na začátku ledna 2009 uzavřely stejně dlouhý úsek dálnice na několik dní, tentokrát ale ministerstvo dopravy nedokázalo doporučit vhodnou objížďku, protože i ostatní hlavní tahy byly uzavřené kvůli nebezpečí sesuvů půdy či lavin.

### Seattle
Jižně od mostu Ship Canal Bridge tvoří dálnice hranici mezi několika částmi Seattlu. Nejprve odděluje Eastlake a Cascade od Capitol Hillu a poté také centrum města od First Hillu. Konstrukce dálnice si vyžádala zboření vyvinutých částí a znemožnila obyvatelům First Hillu, kteří odporovali stavbě nejvíce ze všech odpůrců, pěší dopravu do centra města.
Mezi budovami, které byly kvůli výstavbě dálnice zbořeny, byl i Hotel Kalmar, poslední stojící hotel z éry Divokého západu (postaven 1881) a také hasičská zbrojnice Seventh Avenue Fire Hall, nejstarší veřejná budova v tehdejším Seattlu (postavena 1890).
Po letech, co byla dálnice dostavěna, se město konečně začalo aktivně zajímat o své prostředí a začalo navrhovat různé parky a veřejné budovy, aby zakrylo dálnici, která poté projížděla tunelem. V roce 1976 byl postaven Dálniční park, který dal obyvatelům First Hillu opět možnost dojít pěšky až do centra města. V roce 1988 byla dokončena stavba Washingtonského konferenčního centra, které leží na tunelu přes dálnici hned vedle Dálničního parku. Bikerský park I-5 Collonade, který využívá dálnici jako střechu spojuje Eastlake a Capitol Hill.

### Everett–Mount Vernon
14. května 1969 byl slavnostně otevřen poslední úsek dálnice I-5 a to mezi Everettem a Marysvillem. Zbytek dálnice, mezi Marysvillem a Blainem byl otevřen už dříve.